# Racing Métro 92

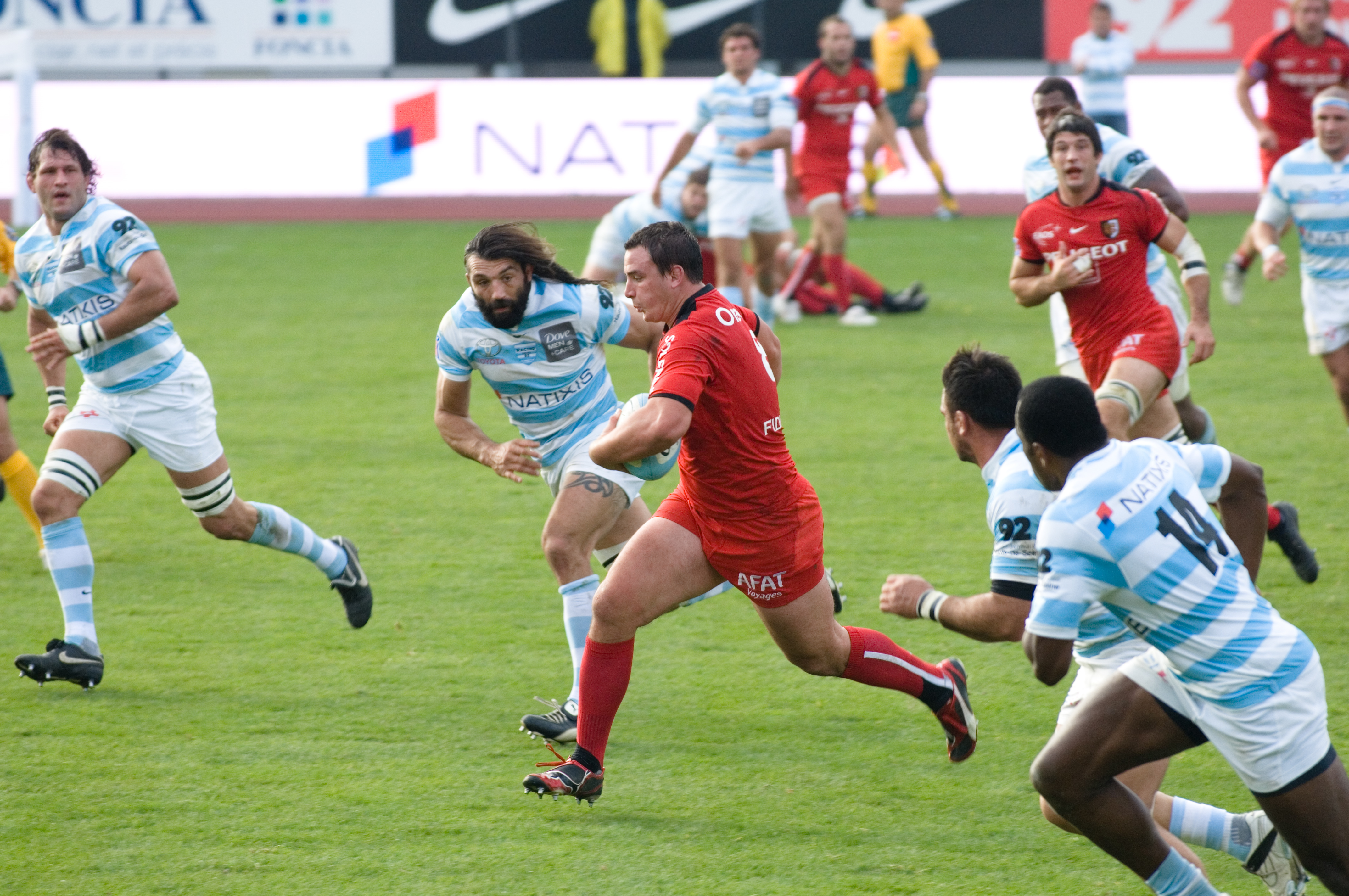
Racing Métro (lichtblauw-wit) tegen Toulouse in 2009

Racing 92 is een Franse rugbyclub uit Parijs. De club is primair voortgekomen uit de omnisportvereniging Racing club de France welke in 1882 werd opgericht. In 1890 werd de rugbytak opgericht waarmee in 1892 de eerste editie van het Franse landskampioenschap rugby werd behaald. De club heeft in totaal vijf landstitels weten te behalen waarvan de laatste in 1990.

## Geschiedenis
De huidige club is ontstaan uit een fusie van enkel de professionele rugbyafdelingen van Racing club de France en US Métro in 2001. Sinds 2006 is de ondernemer Jacky Lorenzetti gedeeltelijk eigenaar en voorzitter van de club die toen nog op het een na hoogste niveau speelde. Pierre Berzibier werd aangesteld als oefenmeester en in 2009 werd promotie behaald met het kampioenschap in de tweede divisie. Doel werd toen aan de top van het Franse rugby te geraken door onder andere kwalificatie voor de Heineken Cup. Diverse grote rugbyspelers werden dan ook aangetrokken waaronder Sébastien Chabal, Lionel Nallet en François Steyn.

## Imago
In het Frankrijk van de late negentiende eeuw waren Engelse sporten vaak een exclusieve aangelegenheid van de rijken dan wel aristocratie. Dit was ook zo voor Racing club de France, de club was gesitueerd in het hart van het Bois de Boulogne en in de finale om het eerste landskampioenschap waren vier Racing-spelers van adel.
In de jaren tachtig van de twintigste eeuw probeerden de Racing-spelers door middel van allerlei acties zich te onderscheiden om zo als enigszins anonieme atleten toch media-aandacht te krijgen in Parijs. Tijdens wedstrijden droegen ze hoeden, pruiken of speelden met geverfd haar. Ook waren eens alle blanke spelers donker geschminkt zodat de enige donkere speler van de ploeg zich niet in minderheid zou voelen. Meest bekend is echter het dragen van een roze strikje tijdens de finale om het landskampioenschap in 1987.
Racing Métro's clubkleuren zijn lichtblauw en wit, naar de kleuren van Racing club de France waarmee een overeenkomst is over het gebruik van de kleuren en de naam "Racing".

## Erelijst
Kampioen van Frankrijk

1892, 1900, 1902, 1959, 1990

## Bekende (oud-)spelers
- Sébastien Chabal
- Tudor Constantin